# 奇吉里普區
6°25′47″S 78°43′20″W / 6.4296°S 78.7221°W
奇吉里普區（西班牙語：Distrito de Chiguirip），是秘魯的一個區，位於該國北部卡哈馬卡大區的喬塔省，始建於1896年10月31日，面積51.4平方公里，海拔高度2,650米，2005年人口5,106，人口密度每平方公里99人。